# Добосненский сельсовет
До́босненский сельсовет — административная единица на территории Кировского района Могилёвской области Белоруссии. Административный центр — агрогородок Жиличи.

## Инфраструктура
На территории сельсовета расположены сельскохозяйственные предприятия: КСУП «Жиличи» и ОАО «Добоснянское» и одно фермерское хозяйство.

## Состав
Включает 24 населённых пункта:
- Барсуки — деревня.
- Борки — деревня.
- Виноградовка — деревня.
- Вознесенск — деревня.
- Добосна — агрогородок
- Добрица — деревня.
- Добротино — деревня.
- Дубовое — деревня.
- Жиличи — деревня.
- Жиличи — агрогородок
- Капачевка — деревня.
- Красная Гора — деревня.
- Красный Бережок — деревня.
- Левковичи — деревня.
- Нептун — посёлок.
- Новая Добосна — деревня.
- Осовник — деревня.
- Пархимковичи — деревня.
- Песцово — деревня.
- Прожектор — деревня.
- Рог — деревня.
- Скубятино — деревня.
- Харлаповичи — деревня.
- Ясный — посёлок.

Упразднённые населённые пункты на территории сельсовета:
- Барчицы
- Глубоковичи
- Кистяни

## Культура
- Учреждение культуры «Жиличский исторический комплекс-музей» в агрогородке Жиличи
- Историко-краеведческий музей в ГУО «Добоснянский учебно-педагогический комплекс детский сад-средняя школа» в агрогородке Добосна

## Достопримечательность

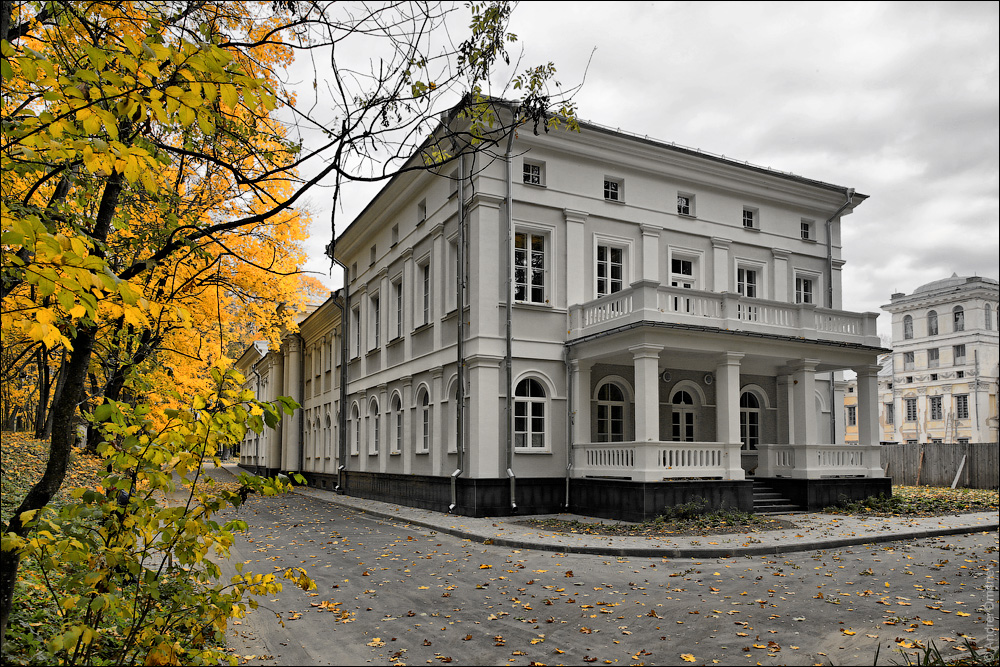

- Дворцово-парковый ансамбль Булгаков в агрогородке Жиличи, в 5 км от агрогородка Добосна